# Požar (jezero)
Požar je kopovsko jezero u BiH. Nalazi se na đurđevičkom ugljenskom bazenu.

## Zemljopisni položaj
Nalazi se na južnoj granici aktivnog otkopa površinskog kopa Potočara, pored mjesta Beširovića.

## Povijest
Nastalo je 1985. godine. Nije nastalo tako što je na mjestu jezera bilo iskopavanje, nego pregrađivanjem postojećeg slijeva malog potoka jalovinom.

## Hidrološke osobine
Manji potok se ulijeva u jezero na jugu Požara. Sjeverna je strana nasip na kojem oblikovan preljevni sustav, zbog kojeg vodostaj tijekom godine ne varira. Jezero je dugo približno 206 metara, a srednje je širine 92 metra. Najviša točka jezera je na 287 metara nadmorske visine, a najdonja na 273 metra nadmorske visine. Površine je 1,38 hektara.

## Geološke osobine
Geološku podlogu su vapnenački lapori, a pedološku podlogu okoline jezera čine podzolasto-pseudoglejna obronačna tla. Istočna obala je zbog odlaganja jalovine strma. Zapadna je obala manje nageta te je obrađena. Nagib obale je mjestimice relativno mali.